# 葉紈紈
葉紈紈（1610年—1632年），字昭齊，南直隸蘇州府吳江縣人。葉紹袁與沈宜修的長女，葉小紈、葉小鸞、葉小繁的姊姊。

## 生平
葉紈紈三歲能朗誦《長恨歌》，十三歲就能作詩，書法風格強勁有力。
崇禎四年（1631年）八月父葉紹袁仿效李攀龍《秋日村居詩八首》，沈宜修、葉紈紈、葉小紈、葉世佺、葉小鸞都有詩和之。
葉家中婢女隨春，容易臉紅，葉小鸞曾為她寫成一闕《浣溪沙》，葉紈紈、葉小紈、沈宜修也跟著寫詩應和。
崇禎五年（1632年），葉小鸞準備要嫁給崑山張魯唯長子張立平，葉紈紈作了首催妝詩（《送瓊章妹于歸》），結果葉小鸞在出嫁前五天去世，葉紹袁曾在評《送瓊章妹于歸》時提到：「詩成而妹死，妹死而身隨死，豈知一首催妝，竟作兩邊鬼話。天壤之間，如何有此慘事異事！」葉紈紈哀傷而作《哭亡妹瓊章（二首）》並於同年十二月二十二日抑鬱而死，得年二十三歲，葉紹袁悲痛之餘，將二人遺集葉小鸞《返生香》、葉紈紈《愁言》（又名《芳雪軒遺集》）刻入《午夢堂集》出版。葉小紈一時痛失二位至親，於是寫雜劇《鴛鴦夢》描繪三結拜兄弟的感情隱喻姊妹三人情誼。
崇禎六年（1633年），葉紹袁寫了《甲戌元日大雨思亡女》悼念女兒們。
葉小鸞與葉紈紈的突發死亡，震驚當時的江南文壇，除葉紹袁、沈宜修夫婦兩人寫有多篇詩文悼念女兒門外，江南地方的文人、名媛（如黃媛介有《傷心賦》）也都有不少輓詩悼念，這些詩文、祭文後來都收錄於葉紹袁的《彤奩續些》。

## 詩詞創作
葉紈紈在十七歲的時嫁給袁儼之子，婚後七年生活不如意，詩詞風格悲淒蒼涼，多發抒思念愁苦之情，故作品名為《愁言集》。
《名媛集》讚賞葉紈紈的詩清逸雋永，如新桐初引，青山照人，其詞也是如此。

## 軼聞
葉紈紈曾有過出家的念頭，但因為家人的反對，成為葉紈紈的遺憾，《夢中思隱作》詩中表示出家的願望已經望不可及。
崇禎九年（1636年）葉紹袁在妻子沈宜修逝世的隔年，邀泐庵法師，第二次招沈宜修及葉紈紈、葉小鸞的魂，葉紹袁於《續窈聞》文中闡述他感受到沈宜修、葉小鸞、葉紈紈的魂並能對談互訴思念之情。法師稱葉紈紈前世為男子，為變成女子日夜祈求觀音大士，最終投胎轉世為葉家之女，據招魂所示，沈宜修、葉紈紈、葉小鸞等葉家女眷死後靈魂都隨法師在無葉堂修行。

## 家庭

### 父母
- 葉紹袁，字仲韶，號天寥道人，明朝工部主事。
- 沈宜修，字宛君，山東按察司副使沈珫之女。

### 丈夫
- 袁崧，原名祚亨，字四履，府庠生[7]。

### 兄弟姊妹
- 葉世佺，字雲期（大弟），有《祭亡姊昭齊文》。
- 葉世偁，字聲期（二弟）
- 葉世傛，字威期（三弟）
- 葉世侗，字開期（四弟）
- 葉世儋，字遐期（五弟）
- 葉燮，原名世倌，字星期，號己畦（六弟）
- 葉孚，原名世倕，字工期（七弟）
- 葉世儴（八弟）
- 葉小紈，字蕙綢（次妹），著有雜劇《鴛鴦夢》。
- 葉小鸞，字瓊章（三妹）
- 四妹失載
- 葉小繁，字千纓（五妹）

## 評價
- 錢謙益：「皈心法門，日誦梵莢，精專自課。」《列朝詩集小傳》